# Hakumei and Mikochi
Hakumei and Mikochi (яп. ハクメイとミコチ Хакумэй то Микоти, Хакумэй и Микоти) — манга Такуто Касики, выходящая с 2011 года в журнале Harta, до 2013 года носившего название Fellows!, издательства Enterbrain.
С 12 января по 30 марта 2018 года транслировалась аниме-адаптация манги, созданная студией Lerche. Дополнительная OVA-серия была включена на второй диск Blu-ray/DVD, вышедший 27 июня 2018 года.

## Сюжет
В лесу, населенном крошечными человекоподобными существами и говорящими животными, в хижине на дереве живут две крошечные женщины. История рассказывает об их обычной жизни.

## Персонажи
Хакумэй (яп. ハクメイ Хакумэй) — одна из главных героинь, рыжая и энергичная. Она прилежная и квалифицированная ремесленница, но часто влипает сама и втягивает других в опасные ситуации. У неё не было дома, пока она не переехала к Микоти.
Сэйю: Рисаэ Мацуда
Микоти (яп. ミコチ Микоти) — вторая главная героиня с тёмными и длинными волосами. Она хорошо готовит и продаёт свои блюда и другие товары в ближайшем магазине.
Сэйю: Сино Симодзи

## Медиа

### Манга
Манга Такуто Касики выходит с 30 апреля 2011 года в журнале Fellows!, с 2013 года переименованного в Harta, издательства Enterbrain. Всего было выпущено 7 томов и выход еще продолжается.
| № | Дата публикации | ISBN                   |
| - | --------------- | ---------------------- |
| 1 | 15 января 2013  | ISBN 978-4-04-728634-4 |
| 2 | 14 января 2014  | ISBN 978-4-04-729394-6 |
| 3 | 15 января 2015  | ISBN 978-4-04-730154-2 |
| 4 | 15 января 2016  | ISBN 978-4-04-730926-5 |
| 5 | 14 января 2017  | ISBN 978-4-04-734413-6 |
| 6 | 15 января 2018  | ISBN 978-4-04-734820-2 |
| 7 | 15 января 2019  | ISBN 978-4-04-735337-4 |

### Аниме
9 августа 2017 года было объявлено, что зимой 2018 года анимационная студия Lerche выпустит двенадцатисерийный аниме-сериал. Премьера состоялась 12 января 2018 года.. Также в день выхода первой серии сериала был объявлен и OVA, которая выйдет вместе с Blu-ray/DVD изданием сериала.
Начальная тема — urar в исполнении Тимы, а финальная тема — Harvest Moon Night в исполнении сэйю Сино Симодзи (Микоти) и Аой Юки (Кондзю). Текст песен в конце каждой серии уникален и соответствует содержимому серии.
С переводом на русский язык как в виде субтитров, так и озвучки аниме транслируется онлайн-сервисом Wakanim.

#### Список серий
| 1 | Вчерашний багрянец / Рынок из песни моряков «Kinō no Akane / Funauta no Ichiba» (きのうの茜 / 舟歌の市場)                                                                        | 12 января 2018 года  |
| Хакумэй и Микоти отправятся на поиски птицы, исполняющей желания, а также посетят необычный город Араби. | |                      |
| 2 | Две певуньи / Стеклянная лампа / Чашечка кофе «Futari no Utahime / Garasu no Akari / Ippuku no Kōhī» (ふたりの歌姫 / ガラスの灯 / 一服の珈琲)                                    | 19 января 2018 года  |
| Героинь ждет встреча с добрыми духами старых вещей. Хакумэй поймает рыбу-призрака, а Микоти станет певицей. | |                      |
| 3 | Звёздное небо и мандарины / Рабочий день «Hoshizora to Ponkan / Shigoto no Hi» (星空とポンカン / 仕事の日)                                                                       | 26 января 2018 года  |
| Хакумэй случайно подрывает свой дом. Пока идет починка, она вместе с Микоти вынуждена жить в походных условиях. Во второй части Хакумэй и Иваси занимаются починкой мельницы. | |                      |
| 4 | Ещё один рабочий день / Ушастая сова и истории Хакумэй «Shigoto no Hi 2 / Mimizuku to Mukashibanashi» (仕事の日2 / ミミズクと昔話)                                               | 2 февраля 2018 года  |
| Кондзю пытается помочь Микоти с готовкой, что чуть не приводит к повторному уничтожению только что восстановленного дома. А затем Хакумэй и Микоти отправляются в лес, где сталкиваются с совой, от которой им приходится прятаться в пещере.                                                                                | |                      |
| 5 | Работа в артели / Глыба и камешки «Kumiai no Genba / Ōiwa to Kai Ishi» (組合の現場 / 大岩と飼い石)                                                                               | 9 февраля 2018 года  |
| Хакумэй хочет помочь мастеровым, занимающимся восстановлением каменной стены вдоль дороги, но мастер бригады не пожелал её брать, пока она не сумела доказать ему свое уважение и целеустремленность. Микоти берется помочь жене мастера приготовить еду на всю бригаду.                                                     | |                      |
| 6 | «Нефритовое яйцо» / Выходной / «Нефритовое яйцо». День второй «Tamago no Biyōshi / Yasumi no Hi / Tamago no Biyōshi - Betsu no Hi» (卵の美容師 / 休みの日 / 卵の美容師 - 別の日) | 16 февраля 2018 года |
| Хакумэй находит дом в виде яйца и знакомится с эксцентричной владелицей салона красоты, которая сменит ей причёску. Иваси выберется наконец со своими приятельницами в город и приоденется в модной лавке. А визит Микоти и Хакумэй с Кондзю в салон красоты закончится не новой прической, а новым рецептом лимончелло.     | |                      |
| 7 | Лестницы среди ветвей / Городская жизнь / Улыбка на фото «Jujō no Hashigo / Tokai-tekina Seikatsu / Egao no Shashin» (樹上の梯子 / 都会的な生活 / 笑顔の写真)                    | 23 февраля 2018 года |
| Хакумэй и Микоти внезапно обнаруживают, что на их дереве поселилось множество других созданий, и отправляются знакомиться с новыми соседями. Среди них жучиха Кохару, которая просит помочь обставить свой дом в городском стиле, так как отныне она "городская". Ну а позже главные героини знакомятся с зайцем-фотографом. | |                      |
| 8 | Длинный день «Nagai Ichinichi» (長い一日) | 2 марта 2018 года    |
| Хакумэй и Микоти оказываются втянуты в разборки между группировками в районе, где живет Кондзю. | |                      |
| 9 | Ритм глубоких вод / Рецепт окрашивания от перфекциониста «Minasoko no Rizumu / Korishō no Somemono» (水底のリズム / 凝り性の染め物)                                              | 9 марта 2018 года    |
| Хакумэй, Микоти и Кондзю отправятся в первое плавание на подводной лодке, сделанной Сэн. А затем Микоти сошьёт для Сэн новое платье. | |                      |
| 10 | Ванна из бамбука / Дайкон и трубка «Take no Yu / Daikon to Paipu» (竹の湯 / 大根とパイプ)                                                                                        | 16 марта 2018 года   |
| Не попав на онсэн, Хакумэй и Микоти смастерят ванну под открытым небом. А потом к ним в гости приедет Аюнэ — старшая сестра Микоти. | |                      |
| 11 | Ночной поезд / Дождь и тенкара «Yorugoshi no Kisha / Ame to Tenkara» (夜越しの汽車 / 雨とテンカラ)                                                                               | 23 марта 2018 года   |
| Хакумэй и Микоти отправляются на рыбалку на ночном поезде. Но на рассвете идёт дождь. По совету ежа они пробуют ловлю рыбы методом «тэнкара», что кажется скучным Хакумэй, пока ёж не ловит первую большую рыбу. | |                      |
| 12 | Рыжие локоны на память «Kurenai kami no kioku» (紅髪の記憶) | 30 марта 2018 года   |
| Микоти решает сопровождать Хакумэй, когда та решает повидать караван, с которым она раньше путешествовала. По дороге Хакумэй расскажет о своем прошлом. | |                      |

## Критика
Манга была номинирована на премию «Манга Тайсё» 2019 года.
Сюжет произведения напоминает сериал 1980-х The World of David the Gnome ростом главных героев и течением сюжета, но, в отличие от мультфильма о гномах Hakumei and Mikochi — это не история для детей. Сюжет развивается медленно и главы рассказывают отдельные независимые истории. Хотя события не складываются в единую цепь, они все же имеют свою хронологию. Например, новые персонажи после своего первого появления продолжают появляться и в последующих историях. То, что история начинается не со встречи героинь, и постоянные отсылки на события, произошедшие до начала сюжета, не смущают читателя, как могли бы, а вместо этого делают мир завершённым, в котором героини могли бы жить.
Отношения Хакумэй и Микоти находятся в центре сюжета, но не так чтобы они затмевали все остальное. Героини отлично компенсируют друг друга, а их различия делают их дружбу только крепче. В то же время они обе независимые личности, каждая со своими интересами и друзьями, не забывающие каждая по-своему приглядывать за другой.
Хотя автор не дает название расе, к которой принадлежат героини, они очень сильно напоминают коропоккуру, мифологических духов, которые обитают на Хоккайдо. Не только их рост, но и умение прятаться под листьями и вести собственное хозяйство схожи с этими духами.
Рисунок и манги, и аниме проработанный, одежда и фоны обладают большим количеством деталей. Камушки становятся валунами, корни и ветки оплетают страницы, а жуки служат для перевозок. Героини выглядят как куклы, а их большие лица не только позволяют отразить эмоции, но и делают их просто милыми. Дизайн других героев тоже разнообразен. Встреченные животные выглядят именно как представители фауны, а не переодетые люди. Во многом такой подход к дизайну напоминает иллюстрации западных книг для детей. Аниме использует временами комиксовые панели для отображения сцен, что многие критики назвали таким же спорным решением режиссёра Масаоми Андо, как и в его прошлой работе Scum's Wish, старающимся скрыть ограниченную анимацию произведения.
Произведение, безусловно, относится к фэнтези, но не приключенческому, а рассказывающему о повседневной жизни героев в фэнтезийном мире. Тщательное построение мира выделяет его в своём жанре.